# Færøsk film
Færøsk film har ikke en lang historie. Færøerne har en lille befolkning, og på grund af de høje priser for at lave film er øernes filmhistorie beskeden.
Den første filminstruktør fra Færøerne blev Katrin Ottarsdóttir. Hendes første film indspillet på Færøerne var Atlantic Rhapsody i 1989. Det var den første spillefilm på færøsk kun med færøske medvirkende.
Rannvá, Heystblómur og Pall Fángi blev lavet i midten af halvfjerdserne af Miguel M. Hidalgo, en spanier, som opholdt sig i flere år på Færøerne.
I 2009 instruerede den selvlærte Johan Rimestad den selvfinansierede film Karrybollarnir, som finder sted i Tórshavn.
Nedenfor er en liste af film som har relation til Færøerne, dvs. som enten handler om Færøerne, er optaget på Færøerne eller er instrueret af en færøsk filminstruktør:

## *
- 1990 – 1700 meter fra fremtiden ("1700 meter langt fra fremtiden" om den fjerntliggende landsby Gásadalur, før den Gásadalstunnelen blev åbnet og bygden var isoleret). Instruktør: Ulla Boje Rasmussen.

## A
- 1989 – Atlantic Rhapsody – 52 scener fra Tórshavn. Filminstruktør: Katrin Ottarsdóttir

## B
- 1997 – Barbara (Danmark) Filminstruktør: Nils Malmros, optaget både på Færøerne og i Danmark, danske, færøske og norske skuespillere.
- 1999 – Bye Bye Bluebird Filminstruktør: Katrin Ottarsdóttir
- 2002 – Burturhugur
- 2003 – Brudepigen - Færgeturen - Jagten på kæledyret

## D
- 1998 – Dansinn (Island)
- 2017 - Dreymar við havið (Dreams by the Sea). Instruktør: Sakaris Stórá

## E
- 2008 - Ein regla um dagin má vera nokk!. (En linje om dagen må være nok!) Et portræt av digteren, kunstneren og musikeren Tóroddur Poulsen. 58 min. Skrevet manuskript, instrueret og produceret: Katrin Ottarsdóttir
- 2008 - Eingin kann gera tað perfekta (Ingen kan gøre det perfekte). Et portræt af skulptøren Hans Pauli Olsen. 85 min. Skrevet manuskript, instrueret og produceret: Katrin Ottarsdóttir
- 2008 - En dårlig dag - Skrevet manuskript, instrueret og produceret: Bjarki Thomsen[1]

## F
- 1910 - Fuglefangst paa Færøerne, stumfilm
- 1930 - Færøfilmen
- 2003 – færøerne.dk
- 2004 - Færgeturen - En historie fra Færøerne. Børnefilm, 15. min.
- 2019 – Fuglefangerens søn

## G
- 1946 - Gården hedder Vikagardur

## H
- 1976 – Heystblómur En film af Miguel M. Hidalgo. En moderne fortælling om den umulige kærlighed til en skolepige og hendes ældre lærer.

Medvirkende: Poul Kjartan Bærentsen, Katrin M. Johansen, Finnur Johansen, Ása Lützhöft Dunn.

## K
- 1927 - Kort klip fra Færøerne
- 2009 – Karrybollarnir En film af Johan Rimestad. En mockumentary om et fiktiv færøsk rockband og deres vej til berømmelse.

Medvirkende: Hallur Hjalgrímsson, Hjálmar Dam, Nikolaj Falk, Turpin N. Djuurhus, Hanna Flóvinsdóttir.

## L
- 2014 - Ludo en film instrueret af Katrin Ottarsdóttir, 71 min.

Medvirkende: Lea Blaaberg, Hildigunn Eyðfinsdóttir, Hjálmar Dam, Bárður Persson, Gunnvá Zachariasen.

## M
- 1995 – Manden der fik lov at gå (Færøsk titel: Maðurin ið slapp at fara)
- 2009 - Memotekið

## P
- 1977 – Páll Fangi En film af Miguel M. Hidalgo om en populær færøske karakter.

Medvirkende: Hans Jacob Hermansen, Kári Petersen, Sofía Sørensen, Jens John Osterø, Fraser Eysturoy,
Høgni Joensen, Benny Samuelsen.
- 2009 - Passasjeren (kortfilm med norsk tale), instrueret af Sakaris Stórá fra Færøerne, filmen vandt en pris ved Reykjavik Filmfestival

## R
- 1975 – Rannvá[2] (Filmen version af Dagmar Joensen-Næs roman, produceret og instrueret af Miguel M. Hidalgo.

Medvirkende: Finnur Johansen, Elin Mouritsen, Gudrid H. Nielsen, Jørleif Kúrberg, Róland Samuelsen, Mortan A. Carlsen, Anna Maria Petersen, Hans Joensen, Fraser Eysturoy og flere.

## S
- 2009 - Sporini vaksa úr orðum. Et portræt af forfatteren Jóanes Nielsen. 75 min., skrevet manuskript, instrueret og produceret: Katrin Ottarsdóttir
- 2012 - Summarnátt, skrevet manuskript, instrueret og produceret: Sakaris Stórá[3] Soundtrack: Mikael Blak.[4]
- 2014 - Skuld (Skyld). En færøsk kortfilm, instruktør: Heiðrikur á Heygum, længde: 30 minutter. Filmen vandt to færøske filmpriser i december 2014: Geytin og Áskoðaravirðislønin.
- 1973 - So er Manna Hugsan
- 2014 - Sum einglar vit falla (Som engle vi falder). Instruktør: Maria Winther Olsen.

## T
- 1992 – Tre blink mod vest
- 2005 – Trøllini og Mafian En børnefilm instrueret af Kári Sverrisson.
- 2013 - Terminal, instruktør: Dávur Djurhuus[5]

## V
- 2013 - *Vetrarmorgun, instrueret af Sakaris Stórá[6]